# Boggis
Boggis (wohl als Kurzform von Bodogisel) war Herzog von Aquitanien. Er lebte vermutlich im 6. oder 7. Jahrhundert.
In der Weltchronik des Sigebert von Gembloux aus dem Beginn des 12. Jahrhunderts wird der Ehefrau des Herzogs Boggis von Aquitanien, der hl. Oda von Amay, zum Jahr 711 gedacht. Das Jahr 711 bei Sigebert ist allerdings viel zu spät angesetzt, wie der Vergleich mit weiteren Nachrichten über Boggis und Oda lehrt.
Eine ausführlichere Quelle, die Vita Landiberti episcopi Traiectensis (Vita des Bischofs Lambert von Maastricht) des Kanonikers Nikolaus aus dem 12. Jahrhundert, beschreibt Herzog Boggis von Aquitanien und seine Witwe Oda von Amay näher, Oda als amita, d. h. als Lamberts Tante väterlicherseits, die aus ihrem Vermögen mehrere Kirchen gestiftet habe.
In der Vita sanctae Odae viduae aus dem 13. Jahrhundert erscheint Herzog Boggis als früh verstorbener Ehemann der Oda von Amay, die als Witwe den Schleier nahm und aus ihrem Vermögen freigiebig Kirchen stiftete.
Der Sarkophag der Chrodoara wurde 1977 in Amay ausgegraben. Die Untersuchungen legen eine Identität der Chrodoara mit Oda von Amay nahe.
In der Charta von Alaon wird Boggis als Sohn des Frankenkönigs Charibert II. († 632) und als Vater des Herzogs Eudo von Aquitanien († 735) bezeichnet und damit zum Bindeglied zwischen den Merowingern und dem ersten aquitanischen Herzogshaus. Da die Charta von Alaon, die vorgibt, aus dem Jahr 845 zu stammen, eine Fälschung des 17. Jahrhunderts ist, sind diese Angaben wertlos.